# Max Elliott Slade
Max Elliott Slade (Pasadena, 4 luglio 1980) è un attore statunitense.

## Biografia
Max è nato a Pasadena, California da John e Betty Slade. Tutta la famiglia è composta da attori locali, Max frequenta la Pasadena High School e pratica il karate diventando cintura marrone a soli 11 anni.

## Carriera
Sfruttando le conoscenze dei suoi genitori inizia la carriera da attore con un piccolo ruolo in Parenti, amici e tanti guai. Grazie alla sua conoscenza delle arti marziali ottiene il ruolo di Colt nella fortunata serie per bambini Tre ragazzi ninja. In seguito appare anche nel film Apollo 13 diretto da Ron Howard a fianco di Tom Hanks, proponendosi come una promessa del cinema. Negli anni successivi il suo nome è spesso affiancato a quello di Jonathan Brandis, River Phoenix e Macaulay Culkin, altri ragazzi che hanno debuttato nel cinema giovanissimi con grande successo ma poi non sono più riusciti a ripetersi (facendo anche una fine drammatica in alcuni casi).
A causa del mancato decollo della carriera artistica dopo un grande successo iniziale, Max si è allontanato dal mondo del cinema. Si è laureato in Antropologia presso la University of Southern California, ha lavorato in un bar, è istruttore di yoga e ha suonato nei gruppi Haden e Vishuda.

## Filmografia parziale
- 1989 - Parenti, amici e tanti guai
- 1992 - Tre ragazzi ninja
- 1994 - I nuovi mini ninja
- 1995 - Tre piccole pesti
- 1995 - Apollo 13
- 1996 - The Sweeper